# 瓦莱尔
瓦莱尔（法語：Vallères，法語發音：[valɛʁ] ⓘ）是法国安德尔-卢瓦尔省的一个市镇，位于该省中西部，属于希农区。

## 地理
瓦莱尔（47°18'42"N, 0°28'27"E）面积14.72 平方千米，位于法国中央-卢瓦尔河谷大区安德尔-卢瓦尔省，该省份为法国中西部省份，北起萨尔特省、东北接卢瓦-谢尔省，东南接安德尔省，南至维埃纳省，西临曼恩-卢瓦尔省。
与瓦莱尔接壤的市镇（或旧市镇、城区）包括：阿宰勒里多、拉沙佩勒欧诺、德吕、图赖讷地区利涅尔、维朗德里。

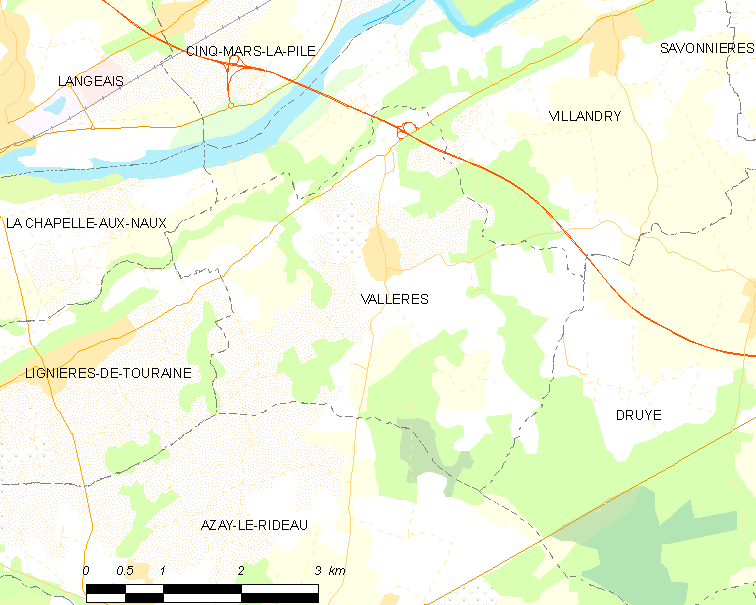
瓦莱尔的OSM定位图

瓦莱尔的时区为UTC+01:00、UTC+02:00（夏令时）。

## 行政
瓦莱尔的邮政编码为37190，INSEE市镇编码为37264。

## 政治
瓦莱尔所属的省级选区为希农县。

## 人口

1962-2008年间瓦莱尔人口变化图示

瓦莱尔于2022年1月1日时的人口数量为1339人。